# Tân Phú, Châu Thành (Đồng Tháp)
Tân Phú là một xã cũ thuộc huyện Châu Thành cũ, tỉnh Đồng Tháp, Việt Nam.
Xã có diện tích 16,07 km², dân số năm 1999 là 5.872 người, mật độ dân số đạt 365 người/km².